# Kenniscentrum Immaterieel Erfgoed Nederland

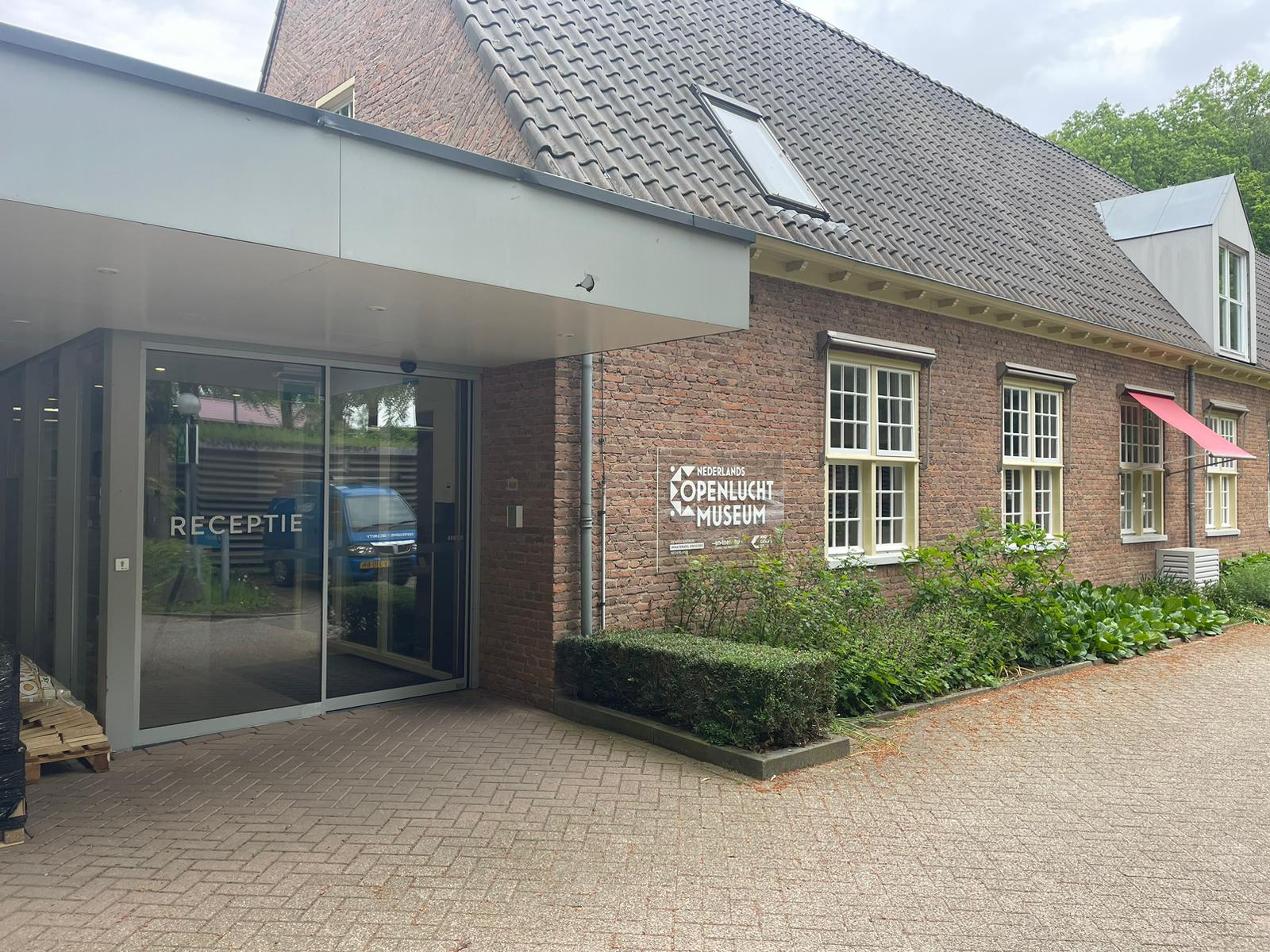
De entree van het kantoorgebouw van het Nederlands Openluchtmuseum, waar Kenniscentrum Immaterieel Erfgoed Nederland (KIEN) onderdeel van is.

Het Kenniscentrum Immaterieel Erfgoed Nederland is het landelijk instituut in Nederland voor de cultuur van het dagelijks leven en het immaterieel erfgoed. Tot 2015 was de benaming 'Nederlands Centrum voor Volkscultuur en Immaterieel Erfgoed'. Het Kenniscentrum is onderdeel van het Nederlands Openluchtmuseum en wordt gesubsidieerd door het ministerie van Onderwijs, Cultuur en Wetenschap. 

## Doelstelling
Het Kenniscentrum Immaterieel Erfgoed Nederland stelt zich ten doel volkscultuur en immaterieel erfgoed te versterken. Het brengt het Verdrag ter Bescherming van het Immaterieel Cultureel Erfgoed van de Unesco in praktijk. Het ontplooit activiteiten gericht op behoud, beheer en ontwikkeling van het immaterieel erfgoed in Nederland. Het adviseert overheden over volkscultuur en immaterieel erfgoedbeleid en stimuleert het debat daarover.

## UNESCO
Het Verdrag ter Bescherming van het Immaterieel Cultureel Erfgoed van 2003 werd door Nederland (Koninkrijk) pas in 2012 ondertekend.
Sindsdien kunnen gemeenschappen in Nederland hun tradities voordragen voor de Inventaris Immaterieel Cultureel Erfgoed Nederland. Deze inventaris kan een hulpmiddel zijn om gemeenschappen te steunen bij het levensvatbaar houden van hun traditie. Het kenniscentrum brengt het Verdrag ter Bescherming van het Immaterieel Cultureel Erfgoed van de Unesco in praktijk en heeft hiermee vanaf 2012 een nieuwe kerntaak gekregen.

## Geschiedenis
Het kenniscentrum werd in 1984 opgericht als het Informatiecentrum Volkscultuur vanuit het Beraad voor het Nederlands Volksleven en het Volkskundig Genootschap. Het informatiecentrum had als belangrijkste taak het beantwoorden van vragen over volkscultuur.
In 1991 werd de naam veranderd in Nederlands Centrum voor Volkscultuur om aan te geven dat het accent van de werkzaamheden werd verlegd. De naam werd in 2011 uitgebreid tot Nederlands Centrum voor Volkscultuur en Immaterieel Erfgoed. Daarmee kwam de taak om het Verdrag ter Bescherming van het Immaterieel Cultureel Erfgoed in praktijk te brengen beter tot uiting.

## Projecten
Het kenniscentrum heeft projecten uitgevoerd als: Brieven aan de Toekomst (1998), Jaar van de Volkscultuur (1999-2000), FotoMonument (2000), Nationale Geschiedenisdagen (2001 en 2003), Nationale Verteldag (2004), Jaar van de Folklore (2005), Jaar van het Circus (2006), het Jaar van de Tradities (2009) en het Jaar van het Immaterieel Erfgoed (2012).

## Tijdschriften
Het kenniscentrum heeft enkele tijdschriften uitgegeven.